# Сто радощів, або Книга великих відкриттів
«Сто радощів, або Книга великих відкриттів» — радянський художній фільм 1981 року, знятий режисером Ярославом Лупієм на Одеській кіностудії.

## Сюжет
За мотивами оповідань Віталія Біанкі. Семирічним хлопчиком він колись уперше приїхав до дядька і був підкорений красою тайги. Через роки, ставши студентом-біологом, герой приїжджає в ці місця й отримує перші уроки моральності у спілкуванні зі світом природи. Ставши одного разу свідком варварського полювання, коли на його очах, нудьги заради, винищили десятки птахів, герой поклявся ніколи більше не брати в руки рушниці та став пристрасним захисником всього, що живе на землі.

## У ролях
- Олег Жаков — дядько Мишко
- Віктор Михайлов — письменник
- Олександр Галибін — студент
- Андрій Попов — хлопчик, письменник у дитинстві
- Іван Гаврилюк — Маркелл
- Михайло Горносталь — Мартем'ян
- Ярослав Лупій — батько
- Л. Березницький — епізод
- Надія Батуріна — епізод
- В. Бурдуля — епізод
- Олександр Горбатов — справник
- Альберт Дьомін — епізод
- Валерій Доронін — пан, господар лісу
- Ф. Жук — епізод
- Олексій Лупій — епізод
- І. Михайлова — епізод
- Наталія Моргунова — мати
- Поліна Осетинська — дівчинка
- Сергій Полежаєв — єгер
- С. Попов — епізод
- Олександр Суснін — єгер
- Г. Татаренко — епізод
- А. Петров — епізод
- Михайло Петров — епізод
- Л. Петрова — епізод
- Інокентій Смоктуновський — текст від автора

## Знімальна група
- Режисер-постановник — Ярослав Лупій
- Сценаристи — Олег Осетинський, Андрій Ростовцев
- Оператори-постановники — Сергій Стасенко, Борис Виноградов
- Композитор — Едуард Артем'єв
- Художник-постановник — Михайло Безчастнов